# 新竹市警察局

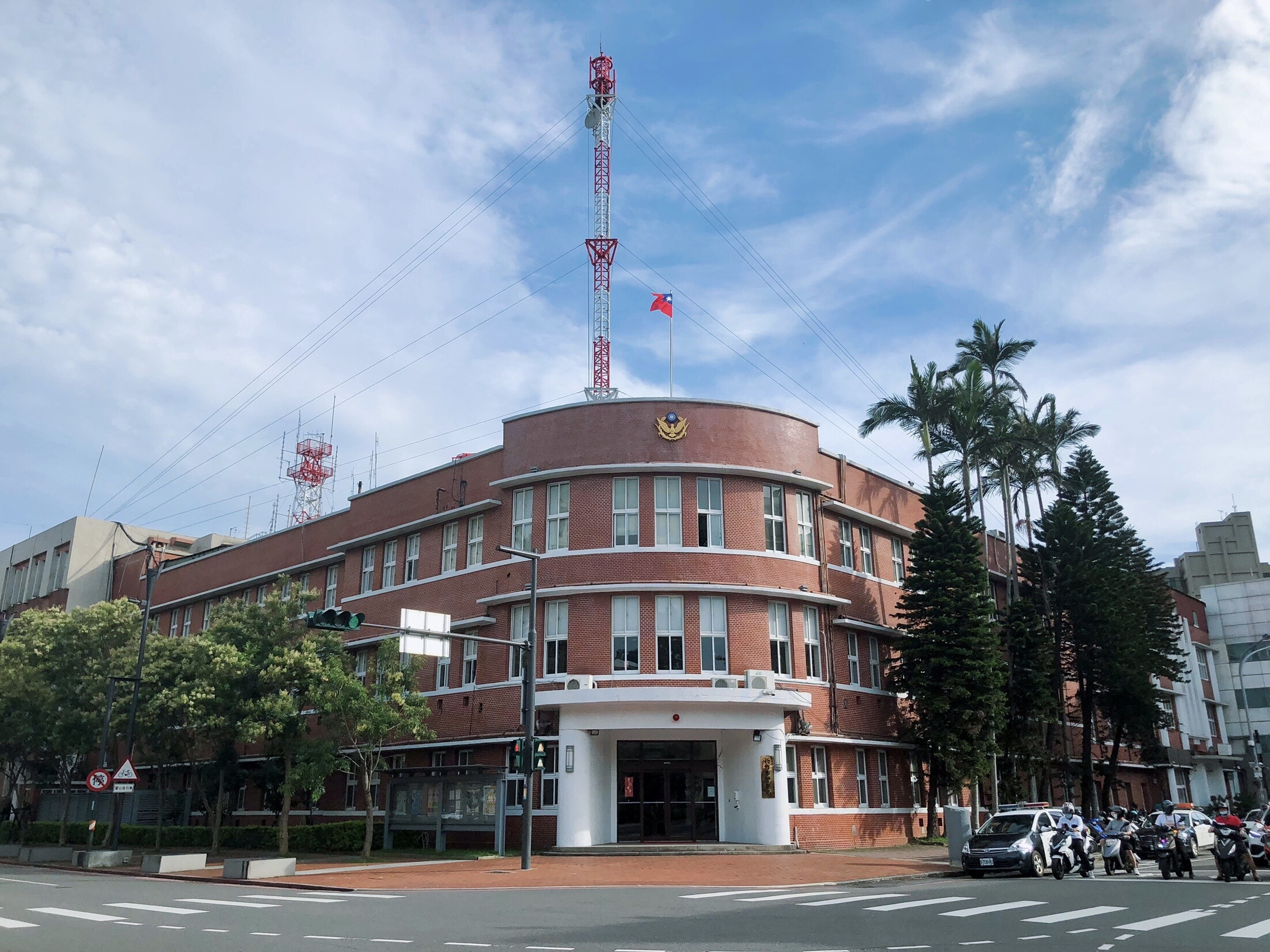
新竹市警察局，為原新竹警察署廳局

新竹市警察局（簡稱新竹市警局、竹市警局）是臺灣新竹市最高的警察機關，隸屬於內政部警政署及新竹市政府，下轄各警察隊和第一、第二、第三分局。1945年由新竹警察署改制成立，局本部沿用1934年建造的原新竹警察署廳局。

## 歷史

### 日治時期
新竹街在1930年升格為新竹市後，管轄新竹市區的警察單位自新竹郡警察課新竹分室升格為新竹警察署，負責全新竹的警察事務。新竹警察署位於表町二丁目2番地，鄰近當時新竹市的行政中心，緊鄰新竹州廳（今新竹市政府）和新竹市消防組（今新竹市消防博物館）。
| 派出所       | 位置                | 管轄區域                                                                             |
| ------------ | ------------------- | ------------------------------------------------------------------------------------ |
| 東門派出所   | 東門町二丁目54番地  | 東門町（一、二、三丁目）、旭町（一、二丁目）、錦町、水田、表町                       |
| 西門派出所   | 西門町三丁目80番地  | 西門町（一、二、三丁目）、宮前町、住吉町、崙子（部分）、客雅（部分）                 |
| 南門派出所   | 南門町二丁目408番地 | 南門町（一、二、三、四丁目）、新興町、客雅（部分）                                   |
| 北門派出所   | 北門町135番地       | 表町（一、二、丁目）、北門町、新富町、田町、崙子（部分）                             |
| 驛前派出所   | 榮町二丁目17番地    | 榮町（一、二、三丁目）黑金町、花園町、東勢（部分）、赤土崎（部分）、二十張犁、九甲埔 |
| 埔頂派出所   |                     | 埔頂、金山面、柴梳山、東勢（部分）、赤土崎（部分）                                   |
| 樹林頭派出所 |                     | 樹林頭、南雅、溪埔子（溪埔子、白沙屯）、苦苓腳、吉羊崙、沙崙                         |
| 南寮派出所   |                     | 槺榔、十塊寮（十塊寮、蟹子埔）、油車港                                               |
| 牛埔派出所   |                     | 青草湖、牛埔、香山坑、楊寮（南油車港、南寮）、虎子山、浸水                           |
| 香山派出所   |                     | 茄苳湖、香山、海山罟、鹽水港、南隘                                                   |

### 戰後
新竹市警察局的組織如下：
- 局內單位：勤務指揮中心、民防管制中心
- 直屬隊：刑事警察大隊、保安警察隊、少年警察隊、婦幼警察隊、交通警察隊

| 分局名稱 | 轄區   | 地址                | 人口    | 面積    | 分駐所（派出所）               | 網址                   |
| -------- | ------ | ------------------- | ------- | ------- | ------------------------------ | ---------------------- |
| 第一分局 | 北區   | 北區竹光路290號     | 153,831 | 15.7267 | 北門、西門、樹林頭、南寮、湳雅 | （页面存档备份，存于） |
| 第二分局 | 東區   | 東區光復路二段798號 | 223,279 | 33.5768 | 東勢、東門、埔頂、關東橋、文華 | （页面存档备份，存于） |
| 第三分局 | 香山區 | 香山區牛埔路432號   | 79,258  | 54.8491 | 香山、南門、青草湖、朝山、中華 | （页面存档备份，存于） |

## 建築特色

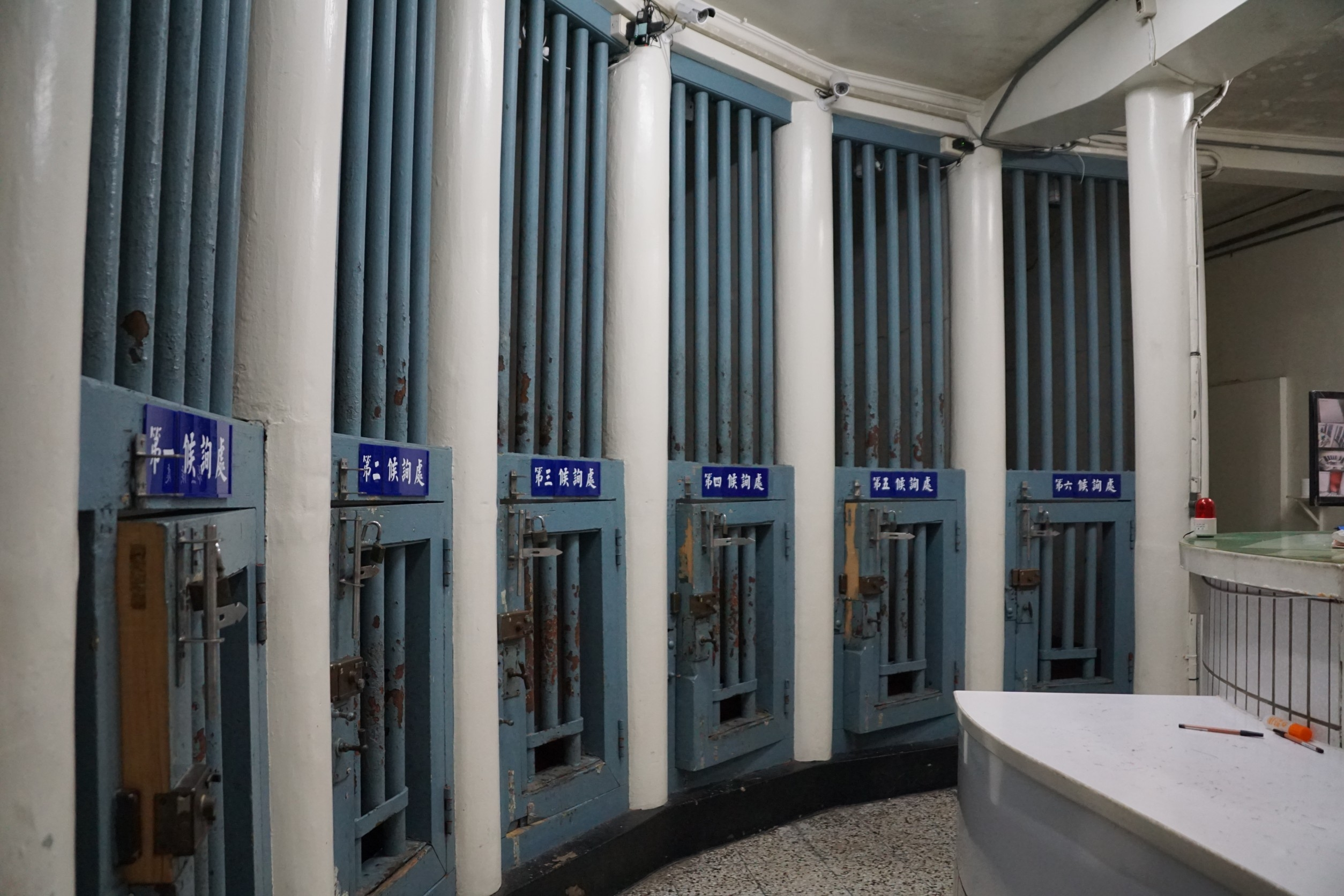
原新竹警察署拘留所，為放射狀管理空間

新竹警察署的廳舍建築臺灣總督府官房營繕課畠山喜三郎設計，於1934年9月16日動工，1935年4月15日竣工，為一棟兩層樓鋼筋混凝土及加強磚造結構的建築。建築平面自中央玄關向兩側伸展呈大致對稱的形式，外牆的二丁掛磁磚為北投窯業株式會社所生產。其整體設計具流線感，中央轉角立面以圓弧處理並以布面磚搭配水平突出的雨庇，室內樓梯間與拘留所以現代設計空間感，其中拘留所採放射狀管理空間獨具特色，呈現由歷史式樣建築過渡到現代建築之間的折衷風格。類似廳舍包含臺北北警察署、臺北南警察署、臺中警察署、彰化警察署、臺南警察署。
二戰後，此建築作為新竹市警察局本部廳舍，由於空間不敷使用，1982年加蓋為三層樓，並將外牆翻新為紅色磁磚搭配白色飾帶，僅剩拘留室中庭側外牆還留有早期磁磚。

## 外部連結
- 新竹市政府警察局 （页面存档备份，存于）（中文）（英文）
- 新竹市政府警察局的Facebook專頁
- 風城交通168的Facebook專頁